# Анрі Аджей-Дарко
Анрі Аджей-Дарко (нар. 28 лютого 1983) — колишній ганський тенісист.
Найвищу одиночну позицію світового рейтингу — 275 місце досяг 30 січня 2006, парну — 358 місце — 6 березня 2006 року.
Здобув 1 парний титул.

## Фінали ф'ючерсів і челленджерів

### Одиночний розряд: 9 (7–2)
| Легенда (одиночний розряд) |
| -------------------------- |
| Тур ATP Челленджер (0–0)   |
| Тур ITF Ф'ючерс (6–2)      |

| Титули за покриттям |
| ------------------- |
| Тверде (6–2)        |
| Ґрунт (0–0)         |
| Трава (0–0)         |
| Килим (0–0)         |

| Результат | В-П | Дата     | Турнір                 | Рівень  | Покриття | Суперник            | Рахунок              |
| --------- | --- | -------- | ---------------------- | ------- | -------- | ------------------- | -------------------- |
| Перемога  | 1–0 | Сер 2004 | Нігерія F3A, Лагос     | Ф'ючерс | Тверде   | Роджер Андерсон     | 3–6, 6–2, 6–3        |
| Перемога  | 2–0 | Сер 2004 | Нігерія F3B, Лагос     | Ф'ючерс | Тверде   | Комлаві Логло       | 6–1, 6–1             |
| Поразка   | 2–1 | Січ 2005 | США F3, Кі-Біскейн     | Ф'ючерс | Тверде   | Горія Текеу         | 3–6, 7–6(15–13), 3–6 |
| Перемога  | 3–1 | Кві 2005 | Нігерія F1, Бенін-Сіті | Ф'ючерс | Тверде   | Лука Грегорць       | 7–6(7–3), 6–3        |
| Перемога  | 4–1 | Сер 2005 | Сенегал F1, Дакар      | Ф'ючерс | Тверде   | Джохар Мубарак Саїд | 6–2, 6–1             |
| Перемога  | 5–1 | Сер 2005 | Нігерія F3, Лагос      | Ф'ючерс | Тверде   | Віктор Колік        | 6–3, 6–0             |
| Поразка   | 5–2 | Сер 2005 | Нігерія F4, Лагос      | Ф'ючерс | Тверде   | Валентен Санон      | 6–7(2–7), 3–6        |
| Перемога  | 6–2 | Жов 2005 | Нігерія F5, Лагос      | Ф'ючерс | Тверде   | Валентен Санон      | 5–7, 6–4, 7–6(7–1)   |
| Перемога  | 7–2 | Бер 2007 | Нігерія F2, Бенін-Сіті | Ф'ючерс | Тверде   | Комлаві Логло       | 6–2, 3–6, 7–6(7–4)   |

### Парний розряд 16 (8–8)
| Легенда (парний розряд)  |
| ------------------------ |
| Тур ATP Челленджер (1–0) |
| Тур ITF Ф'ючерс (5–7)    |
| ITF Satellites (2–1)     |

| Титули за покриттям |
| ------------------- |
| Тверде (6–7)        |
| Ґрунт (1–1)         |
| Трава (0–0)         |
| Килим (1–0)         |

| Результат | В-П | Дата     | Турнір                     | Рівень     | Покриття   | Партнер             | Суперники                        | Рахунок              |
| --------- | --- | -------- | -------------------------- | ---------- | ---------- | ------------------- | -------------------------------- | -------------------- |
| Поразка   | 0–1 | Лис 2000 | ПАР, Преторія              | Сателіти   | Тверде     | Клінтон Якобс       | Комлаві Логло Арно Сегодо        | 1–6, 3–6             |
| Перемога  | 1–1 | Лис 2000 | ПАР, Преторія              | Сателіти   | Тверде     | Клінтон Якобс       | Шарль Ірі Felix N'guetia         | 6–3, 3–6, 6–3        |
| Поразка   | 1–2 | Лип 2004 | Того F1, Ломе              | Ф'ючерс    | Тверде     | Нухун Сангар        | Квамі Гакпо Комлаві Логло        | 6–4, 6–7(5–7), 4–6   |
| Поразка   | 1–3 | Лип 2004 | Нігерія F3A, Лагос         | Ф'ючерс    | Тверде     | Джонатан Ігбіновія  | Романо Франтзен Флоріс Кіліан    | 3–6, 5–7             |
| Перемога  | 2–3 | Сер 2004 | Нігерія F3B, Лагос         | Ф'ючерс    | Тверде     | Джонатан Ігбіновія  | Романо Франтзен Флоріс Кіліан    | 6–7(10–12), 6–2, 6–4 |
| Поразка   | 2–4 | Жов 2004 | Нігерія F6A, Лагос         | Ф'ючерс    | Тверде     | Джонатан Ігбіновія  | Равен Класен Суніл-Кумар Сіпаева | 4–6, 6–7(4–7)        |
| Поразка   | 2–5 | Січ 2005 | США F3, Кі-Біскейн         | Ф'ючерс    | Тверде     | Джонатан Ігбіновія  | Микита Кривонос Деніс Живковіч   | 5–7, 5–7             |
| Перемога  | 3–5 | Лют 2005 | Швейцарія, Делемон         | Сателіти   | Килим (i)  | Росс Гатчінс        | Слободан Мавренскі Amar Zubcevic | 6–2, 6–2             |
| Перемога  | 4–5 | Бер 2005 | Велика Британія F4, Болтон | Ф'ючерс    | Тверде (i) | Валентен Санон      | Роман Кукал Ян Станчик           | 5–7, 5–7             |
| Перемога  | 5–5 | Тра 2005 | США F9, Віро-Біч           | Ф'ючерс    | Ґрунт      | Франсіско Родрігес  | Ентоні Лі Даміса Робінсон        | 6–3, 6–4             |
| Поразка   | 5–6 | Тра 2005 | США F10, Орандж-Парк       | Ф'ючерс    | Ґрунт      | Франсіско Родрігес  | Ніколас Монро Джеремі Вуртцман   | 6–3, 6–4             |
| Перемога  | 6–6 | Сер 2005 | Нігерія F3, Лагос          | Ф'ючерс    | Тверде     | Ґюнтер Даркі        | Абдул-Мумін Бабалола Сундай Маку | 3–6, 6–1, 6–4        |
| Поразка   | 6–7 | Сер 2005 | Нігерія F4, Лагос          | Ф'ючерс    | Тверде     | Ґюнтер Даркі        | Абдул-Мумін Бабалола Сундай Маку | 4–6, 2–6             |
| Перемога  | 7–7 | Лют 2006 | Joplin, США                | Челленджер | Тверде     | Леслі Джозеф        | Бенжамін Бекер Зімон Гройль      | 6–3, 7–6(7–3)        |
| Перемога  | 8–7 | Тра 2006 | Індія F1, Делі             | Ф'ючерс    | Тверде     | Суніл-Кумар Сіпаева | Мустафа Гусе Камала Каннан       | 7–6(7–5), 6–4        |
| Поразка   | 8–8 | Лис 2006 | США F28, Вайколоа          | Ф'ючерс    | Тверде     | Леслі Джозеф        | Алекс Влашкі Фріц Волмаранс      | 6–7(6–8), 3–6        |